# Syndrome de Cassandre
Pour les articles homonymes, voir Cassandre (homonymie).

Peinture de Cassandre par Evelyn De Morgan.

Le syndrome ou complexe de Cassandre désigne les situations où on ne croit pas ou ignore des avertissements ou préoccupations légitimes[réf. nécessaire] . L'expression est tirée de la mythologie grecque, faisant référence à la malédiction de Cassandre, ayant le don de prophétie et incapable de convaincre autrui de la validité de ses prédictions.
L'expression est connue depuis au moins 1949, année où le philosophe français Gaston Bachelard l'a utilisée pour faire référence à une croyance que les choses peuvent être sues à l'avance.
La métaphore est abordée dans une grande variété de domaines tels les sciences médicales,, les médias, le féminisme,, la psychologie,, la politique et le survivalisme.

## Origine mythologique
Dans la mythologie grecque, Cassandre, fille du roi Priam, avait le don de la prophétie. Il lui avait été accordé par Apollon, dans le but de la séduire. Mais le dieu fut contrarié par son rejet, et comme il ne pouvait plus lui retirer son don alors il lui cracha dans la bouche car elle continuait de refuser ses avances. Pris de colère, il lui jeta une malédiction : personne ne croirait jamais les prédictions de Cassandre. Durant la guerre de Troie, elle était du côté des Troyens et tenta de nombreuses fois de les prévenir, notamment lors de l'épisode du cheval de Troie, en vain.